# Алексеев, Владимир Сергеевич
Влади́мир Серге́евич Алексе́ев (30 октября (11 ноября) 1861, Москва — 8 февраля 1939, там же) — русский и советский режиссёр музыкального театра, либреттист, переводчик, театральный педагог. Заслуженный артист РСФСР (1935). Старший брат К. С. Станиславского.

## Биография и деятельность

### Дореволюционные годы
Родился в 1861 году в Москве, в семье предпринимателя, совладельца золотоканительного предприятия, потомственного почётного гражданина Сергея Владимировича Алексеева (1836—1893) и его жены Елизаветы Васильевны (урожд. Яковлевой; 1841—1904), дочери петербургского подрядчика по поставке строительного камня. Был старшим из десяти детей. Получил домашнее образование (иностранные языки, танцы, игра на фортепиано), затем учился на юридическом факультете Московского университета.
Семья любила театр, в 1877 году организовала любительский театральный кружок, для представлений которого к родовому особняку Алексеевых у Красных Ворот в начале 1880-х был пристроен «театральный» флигель со зрительным залом на 300 мест. Владимир с ранних лет увлекался театром, в 1877—1887 годах участвовал в специализировавшемся на переводных водевилях и опереттах семейном «Алексеевском кружке» в качестве концертмейстера и руководителя музыкальной части. В 1880-х годах выполнил перевод с английского языка либретто комической оперы «Микадо» А. Салливана, в 1887 году осуществил её первую в России постановку на сцене Алексеевского театра. Декорации и костюмы к спектаклю «Микадо, или Город Титипу» были выполнены К. А. Коровиным. Консультируясь с артистами гастролировавшего в Москве японского цирка о передаче в спектакле японских реалий и колорита, Алексеев увлёкся культурой Японии и коллекционированием связанных с ней предметов, впоследствии стал её исследователем и знатоком.
Сотрудничал с Частной русской оперой С. И. Мамонтова как оперный режиссёр (поставил оперу Ш. Ф. Гуно «Филемон и Бавкида» и др.). В 1910 году, узнав, что любимый им композитор Дж. Пуччини написал оперу на сюжет из японской жизни, Алексеев отправился в Италию, где автор подарил ему клавир своей оперы «Мадам Баттерфляй». Вернувшись в Россию, Алексеев выполнил перевод либретто на русский язык и предложил оперу к постановке С. И. Зимину. В конце сезона 1910/11 годов совместно с режиссёром П. С. Олениным и дирижёром Е. Е. Плотниковым осуществил первую в России постановку оперы на сцене московского Оперного театра Зимина. Постановка имела большой успех. Под названием «Чио-Чио-Сан» опера в переводе Алексеева вошла в репертуар российских театров. В 1913 году Алексеев как переводчик и знаток японской специфики был консультантом постановки «Чио-Чио-сан» в петербургском Мариинском театре. В 1917 году в театре Зимина выпускает первую российскую постановку оперы Пуччини «Девушка с Запада» (под названием «Дочь Запада», опера исполнялась на русском языке в переводе самого В. Алексеева), которая была показана на сцене театра Солодовникова. С 1913 по 1917 годы Алексеев состоял в переписке с Пуччини: оригиналы писем композитора находятся в Российском национальном музее музыки (там же находятся черновики писем Алексеева). Перевод их переписки опубликован впервые в журнале «Opera musicologica» Санкт-Петербургской консерватории (ранее - в монографии Данилевича «Джакомо Пуччини» публиковались фотокопии отдельных писем композитора к Алексееву, а в сборнике (аннотированном каталоге) «Письма зарубежных музыкантов XIX-XX вв.» письма представлены в краткой аннотации). 
Помимо режиссёрской и переводческой работы В. С. Алексеев возглавлял правление товарищества «Владимир Алексеев» и Даниловской мануфактуры. В свободное время играл на корнет-а-пистоне в оркестре московского Общества любителей оркестровой, вокальной и камерной музыки.
Собирал и переводил на русский язык испанские, мексиканские и кубинские народные и салонные песни («На Кубе», «Гвоздики», «Фиалки» и др.).

### Советские годы
После революции, с 1918 года В. С. Алексеев работал в музыкальном театре вместе с братом К. С. Станиславским. В 1918—1924 годах был режиссёром и педагогом пластической ритмики и орфоэпии в Оперной студии Большого театра под руководством Станиславского, в 1924—1926 — Оперной студии К. С. Станиславского, в 1926—1939 — Оперном театре им. К. С. Станиславского, в 1935—1939 — Oпeрно-драматической студии К. С. Станиславского. Участвовал в постановке опер «Царская невеста» (1926), «Майская ночь» (1928) и «Золотой петушок» (1932) Н. А. Римского-Корсакова, «Богема» Дж. Пуччини (1927), «Севильский цирюльник» Дж. Россини (1933).
В. С. Алексеев был сподвижником и помощником К. С. Станиславского в утверждении его соединявшей музыкальное и драматическое начало системы на сцене оперного театра и воспитании молодых «поющих актёров». Высоко ценивший профессиональные качества брата Станиславский писал ему:

В области ритмики… ты — один и никем не заменяем. <…> …У меня нет режиссёра, который наравне с режиссёрскими и учительскими данными был бы музыкантом, понимал бы вокал и знал бы ритмику, систему, музыкальную, оперную литературу…— К. С. Станиславский — В. С. Алексееву, 1 марта 1928
В 1935 году В. С. Алексеев был удостоен звания заслуженного артиста РСФСР.
Работал в музыкальном театре до конца жизни. Умер в 1939 году. Похоронен на Новодевичьем кладбище.

## Почётные звания
- 1935 — Заслуженный артист РСФСР[5]

## Семья
Родители:
- Сергей Владимирович Алексеев (1836—1893) — предприниматель, коммерции советник, совладелец золотоканительного предприятия.
- Елизавета Васильевна Алексеева (урожд. Яковлева; 1841—1904) — дочь от гражданского брака крупного строительного подрядчика В. А. Яковлева (работавшего с О. Монферраном и поставлявшего строительные материалы в том числе для Исаакиевского собора и Александровской колонны) и французской актрисы Мари Варлей (фр. Marie Varlet), выступавшей в Париже и Петербурге, в Михайловском театре. Крестная дочь актёра петербургских императорских театров И. И. Сосницкого.

Братья и сёстры:
- Константин Сергеевич Станиславский (1863—1938) — режиссёр, народный артист СССР.
- Зинаида Сергеевна Соколова (1865—1950) — заслуженная артистка РСФСР.
- Анна Сергеевна Алеева-Штекер (1866—1936) — актриса Московского Художественного театра.
- Георгий Сергеевич Алексеев (1869—1920) — директор отделения фирмы «Владимир Алексеев» в Харькове, актёр-любитель, организатор «Товарищества исполнителей драматических произведений» в Харькове.
- Борис Сергеевич Алексеев (псевд.: Борин, Б. С. Полянский; 1871—1906) — актёр, выступал на сцене «Общества искусства и литературы», МХТ.
- Любовь Сергеевна Алексеева (1871—1941) — в разные годы жена Г. Г. Струве, В. Н. Бостанжогло, И. И.  Корганова, А. Д. Очкина.
- Павел Сергеевич Алексеев (1875—1888) — умер в отрочестве. Отличался способностями к рисованию. Автор эскизов к спектаклю «Алексеевского кружка» «Микадо, или Город Титипу» А. Салливана.
- Мария Сергеевна Алексеева (псевд.: Аллина; 1878—1942) — оперная певица (колоратурное сопрано); в разные годы жена режиссёра и певца П. С. Оленина), оперных певцов В. С. Севастьянова, С. В. Балашова.

Жена:
- Прасковья Алексеевна Захарова (1862—1922)

Дети:
- Александр Владимирович Алексеев (1883—1932)
- Николай Владимирович Алексеев (1884—1927)
- Михаил Владимирович Алексеев (1886—1931)
- Вера Владимировна Алексеева (1889—1952)

## Комментарии
1. ↑  После революции в зале разместился «синематограф», где в первые годы советской власти демонстрировались немые фильмы[4].